# 오은영 (미스코리아)
오은영(1985년 7월 8일~ )은 2005년 제49회 미스코리아 선(善)이다.

## 프로필
- 출생: 1985년 7월 8일
- 신체: 172cm, 51kg, 34-24-35
- 학력: 이화여자대학교 디자인과
- 수상: 2005년 제49회 미스코리아 선(善), 2005년 미스코리아 서울 선(善), 2005년 미스 월드 Top 6 & 아시아퍼시픽, 2008년 대한민국패션대전 은상(지식경제부 장관상)
- 특기: 해금연주

## 같이 보기
- 미스코리아
- 미스코리아 서울